# Nur kein Gehetze - wir haben Arbeitsplätze
Nur kein Gehetze - wir haben Arbeitsplätze (en español: Que no cunda el pánico... ¡tenemos trabajo!) es una historieta de Mortadelo y Filemón publicada en Alemania en el año 1986. Escrita por un apócrifo, una particularidad de la historieta, además del lugar de su publicación, es el hecho de que su autor es desconocido (como en la posterior Vom Affen gelaust und losgesaust...!). La historieta, publicada en un momento en el que había mucho paro en Alemania, no llegó a ser publicada en España.  Según muchos lectores de esta historieta, esta tiene un guion y un dibujo de menor calidad que las hechas en España.

## Sinopsis
Mortadelo y Filemón prueban varios métodos para combatir el desempleo.